# Grande Prêmio da Bélgica de 1995
Resultados do Grande Prêmio da Bélgica de Fórmula 1 realizado em Spa-Francorchamps em 27 de agosto de 1995. Décima primeira etapa da temporada, teve como vencedor o alemão Michael Schumacher, da Benetton-Renault.

## Resumo
- Último pódio de Martin Brundle na categoria.

## Classificação da prova

### Treinos oficiais
| Pos.    | Nº | Piloto                   | Construtor         | Tempo Q1 | Tempo Q2 | Diferença |
| ------- | -- | ------------------------ | ------------------ | -------- | -------- | --------- |
| 1       | 28 | Gerhard Berger           | Ferrari            | 2:14.744 | 1:54.392 | —         |
| 2       | 27 | Jean Alesi               | Ferrari            | 2:15.077 | 1:54.631 | + 0.239   |
| 3       | 8  | Mika Häkkinen            | McLaren-Mercedes   | 2:15.848 | 1:55.435 | + 1.043   |
| 4       | 2  | Johnny Herbert           | Benetton-Renault   | —        | 1:56.085 | + 1.693   |
| 5       | 6  | David Coulthard          | Williams-Renault   | 2:15.232 | 1:56.254 | + 1.862   |
| 6       | 7  | Mark Blundell            | McLaren-Mercedes   | 2:18.136 | 1:56.622 | + 2.230   |
| 7       | 15 | Eddie Irvine             | Jordan-Peugeot     | 2:16.540 | 1:57.001 | + 2.609   |
| 8       | 5  | Damon Hill               | Williams-Renault   | 2:15.143 | 1:57.768 | + 3.376   |
| 9       | 26 | Olivier Panis            | Ligier-Mugen/Honda | 2:17.579 | 1:58.021 | + 3.629   |
| 10      | 30 | Heinz-Harald Frentzen    | Sauber-Ford        | 2:15.533 | 1:58.148 | + 3.756   |
| 11      | 4  | Mika Salo                | Tyrrell-Yamaha     | 2:18.104 | 1:58.224 | + 3.832   |
| 12      | 14 | Rubens Barrichello       | Jordan-Peugeot     | 2:17.144 | 1:58.293 | + 3.901   |
| 13      | 25 | Martin Brundle           | Ligier-Mugen/Honda | 2:17.207 | 1:58.314 | + 3.922   |
| 14      | 29 | Jean-Christophe Boullion | Sauber-Ford        | 2:17.406 | 1:58.356 | + 3.964   |
| 15      | 3  | Ukyo Katayama            | Tyrrell-Yamaha     | 2:18.194 | 1:58.551 | + 4.159   |
| 16      | 1  | Michael Schumacher       | Benetton-Renault   | 2:14.962 | 1:59.079 | + 4.687   |
| 17      | 23 | Pedro Lamy               | Minardi-Ford       | 2:18.547 | 1:59.256 | + 4.864   |
| 18      | 10 | Taki Inoue               | Footwork-Hart      | 2:23.311 | 2:00.990 | + 6.598   |
| 19      | 24 | Luca Badoer              | Minardi-Ford       | 2:17.335 | 2:01.013 | + 6.621   |
| 20      | 9  | Massimiliano Papis       | Footwork-Hart      | 2:19.300 | 2:01.685 | + 7.293   |
| 21      | 17 | Andrea Montermini        | Pacific-Ford       | 2:25.291 | 2:02.405 | + 8.013   |
| 22      | 22 | Roberto Moreno           | Forti-Ford         | 2:23.417 | 2:03.817 | + 9.425   |
| 23      | 16 | Giovanni Lavaggi         | Pacific-Ford       | 2:26.311 | 2:06.407 | + 12.015  |
| 24      | 21 | Pedro Paulo Diniz        | Forti-Ford         | 2:25.699 | 2:09.537 | + 15.145  |
| Fontes: |    |                          |                    |          |          |           |

### Corrida
| Pos.    | Nº | Piloto                   | Construtor         | Voltas | Tempo/Diferença      | Grid | Pontos |
| ------- | -- | ------------------------ | ------------------ | ------ | -------------------- | ---- | ------ |
| 1       | 1  | Michael Schumacher       | Benetton-Renault   | 44     | 1:36:47.875          | 16   | 10     |
| 2       | 5  | Damon Hill               | Williams-Renault   | 44     | + 19.493             | 8    | 6      |
| 3       | 25 | Martin Brundle           | Ligier-Mugen/Honda | 44     | + 24.998             | 13   | 4      |
| 4       | 30 | Heinz-Harald Frentzen    | Sauber-Ford        | 44     | + 26.972             | 10   | 3      |
| 5       | 7  | Mark Blundell            | McLaren-Mercedes   | 44     | + 33.772             | 6    | 2      |
| 6       | 14 | Rubens Barrichello       | Jordan-Peugeot     | 44     | + 39.674             | 12   | 1      |
| 7       | 2  | Johnny Herbert           | Benetton-Renault   | 44     | + 54.043             | 4    |        |
| 8       | 4  | Mika Salo                | Tyrrell-Yamaha     | 44     | + 54.548             | 11   |        |
| 9       | 26 | Olivier Panis            | Ligier-Mugen/Honda | 44     | + 1:06.170           | 9    |        |
| 10      | 23 | Pedro Lamy               | Minardi-Ford       | 44     | + 1:19.789           | 17   |        |
| 11      | 29 | Jean-Christophe Boullion | Sauber-Ford        | 43     | + 1 volta            | 14   |        |
| 12      | 10 | Taki Inoue               | Footwork-Hart      | 43     | + 1 volta            | 18   |        |
| 13      | 21 | Pedro Paulo Diniz        | Forti-Ford         | 42     | + 2 voltas           | 24   |        |
| 14      | 22 | Roberto Moreno           | Forti-Ford         | 42     | + 2 voltas           | 22   |        |
| Ret     | 3  | Ukyo Katayama            | Tyrrell-Yamaha     | 28     | Spun Off             | 15   |        |
| Ret     | 16 | Giovanni Lavaggi         | Pacific-Ford       | 27     | Câmbio               | 23   |        |
| Ret     | 24 | Luca Badoer              | Minardi-Ford       | 23     | Acidente             | 19   |        |
| Ret     | 28 | Gerhard Berger           | Ferrari            | 22     | Pane elétrica        | 1    |        |
| Ret     | 15 | Eddie Irvine             | Jordan-Peugeot     | 21     | Incêndio no pit lane | 7    |        |
| Ret     | 9  | Massimiliano Papis       | Footwork-Hart      | 20     | Spun Off             | 20   |        |
| Ret     | 17 | Andrea Montermini        | Pacific-Ford       | 18     | Pane seca            | 21   |        |
| Ret     | 6  | David Coulthard          | Williams-Renault   | 13     | Câmbio               | 5    |        |
| Ret     | 27 | Jean Alesi               | Ferrari            | 4      | Suspensão            | 2    |        |
| Ret     | 8  | Mika Häkkinen            | McLaren-Mercedes   | 1      | Spun Off             | 3    |        |
| Fontes: |    |                          |                    |        |                      |      |        |

## Tabela do campeonato após a corrida
| Pos. | Piloto             | Pontos |
| ---- | ------------------ | ------ |
| 1    | Michael Schumacher | 66     |
| 2    | Damon Hill         | 51     |
| 3    | Jean Alesi         | 32     |
| 4    | David Coulthard    | 29     |
| 5    | Johnny Herbert     | 28     |

| Pos. | Construtor         | Pontos |
| ---- | ------------------ | ------ |
| 1    | Benetton-Renault   | 84     |
| 2    | Williams-Renault   | 74     |
| 3    | Ferrari            | 57     |
| 4    | Ligier-Mugen/Honda | 16     |
| 5    | Jordan-Peugeot     | 14     |

- Nota: Somente as primeiras cinco posições estão listadas.